# Meliata
Meliata es un municipio situado en el distrito de Rožňava, en la región de Košice, Eslovaquia. Tiene una población estimada, en mayo de 2024, de 173 habitantes.

## Demografía
| Año        | 1994 | 2004    | 2014    | 2024     |
| ---------- | ---- | ------- | ------- | -------- |
| Población  | 241  | 223     | 206     | 169      |
| Diferencia |      | −7,46 % | −7,62 % | −17,96 % |

| Año        | 2023 | 2024 |
| ---------- | ---- | ---- |
| Población  | 169  | 169  |
| Diferencia |      | +0 % |